# Aspidimorpha
Aspidimorpha es un género de escarabajos de la familia Chrysomelidae. El género fue descrito por Hopeen 1840.
Se encuentran en el Viejo Mundo. Hay alrededor de 200 especies.

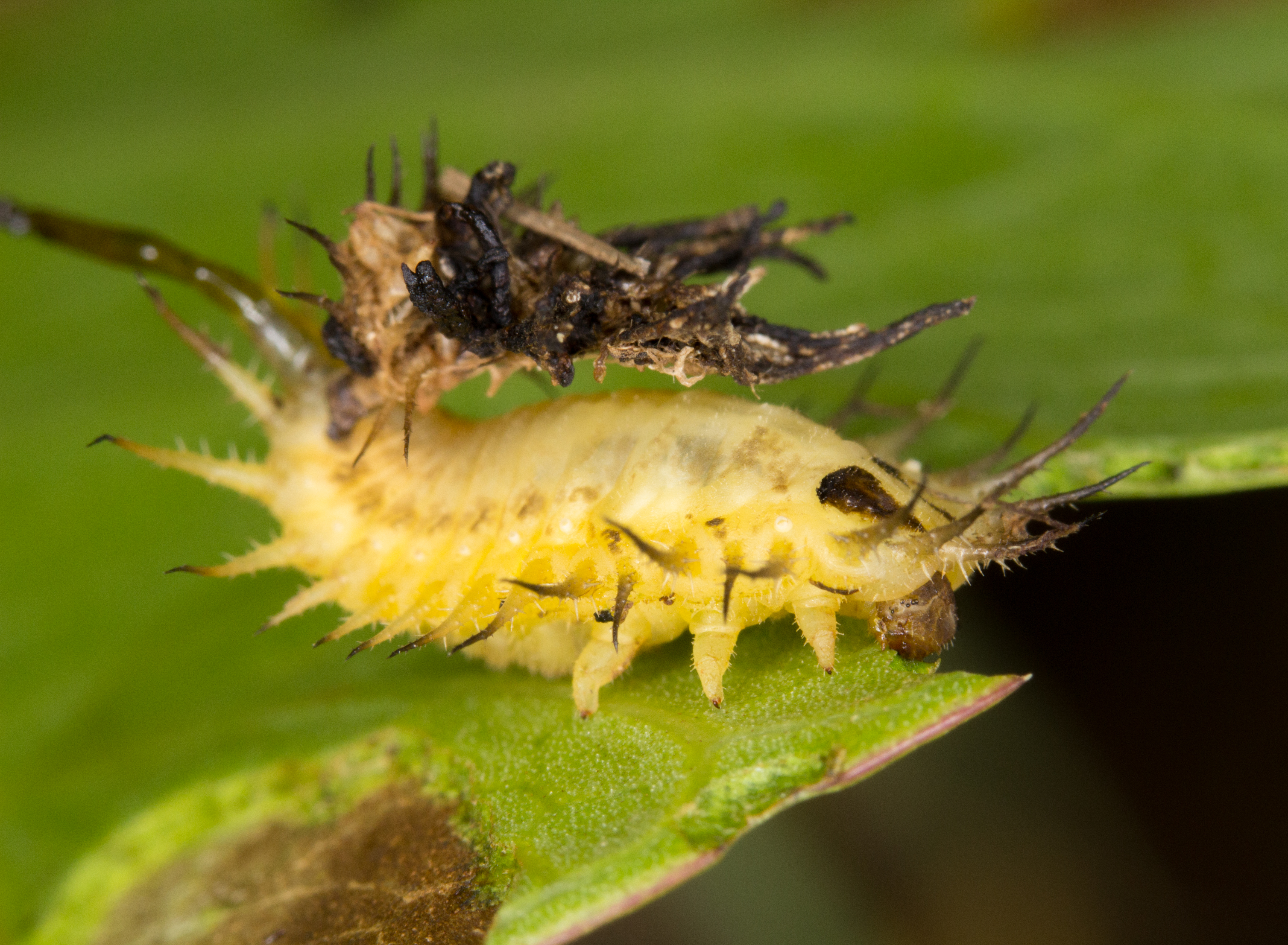
Larva de Aspidimorpha deusta.

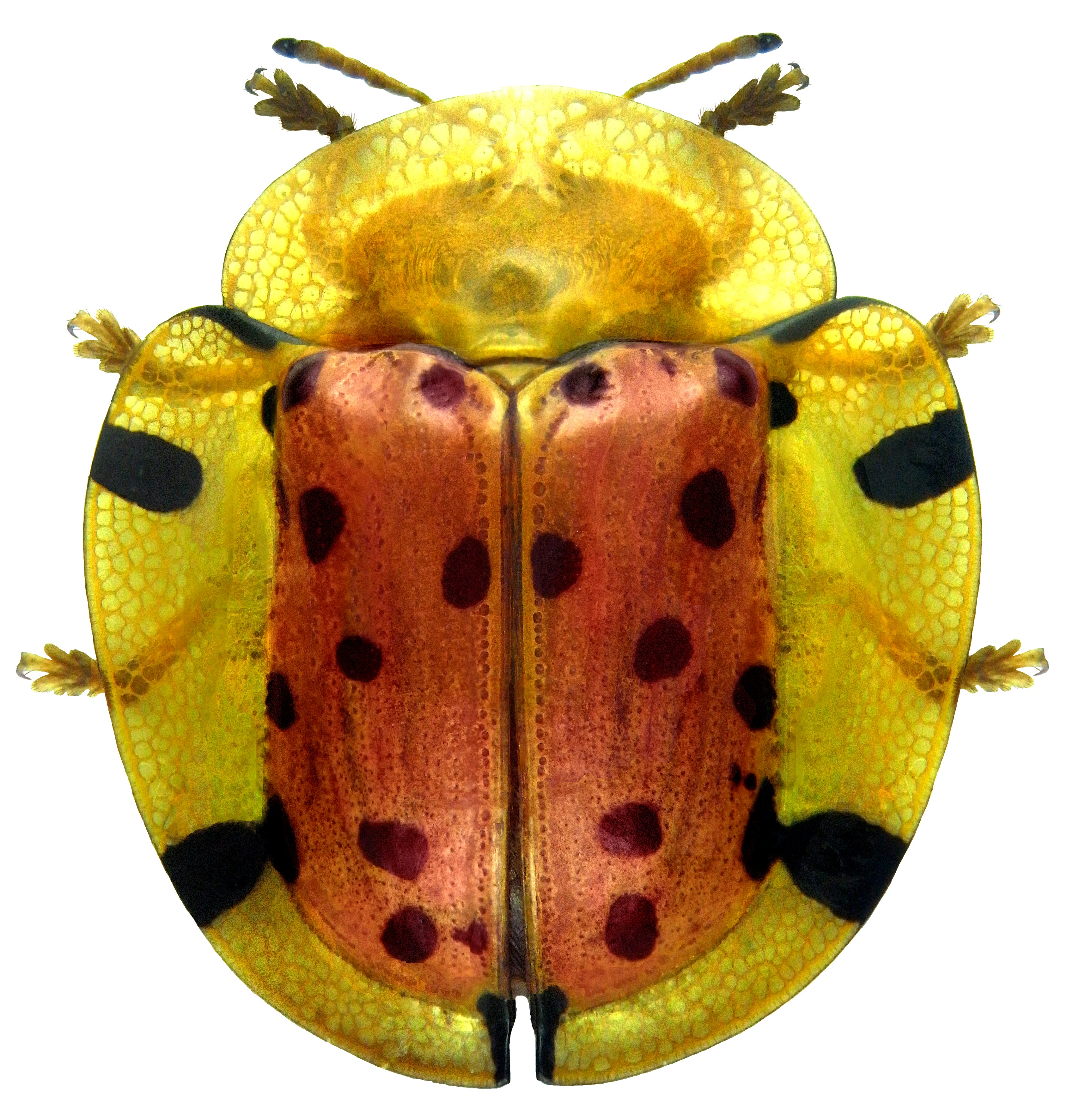
Aspidomorpha miliaris.

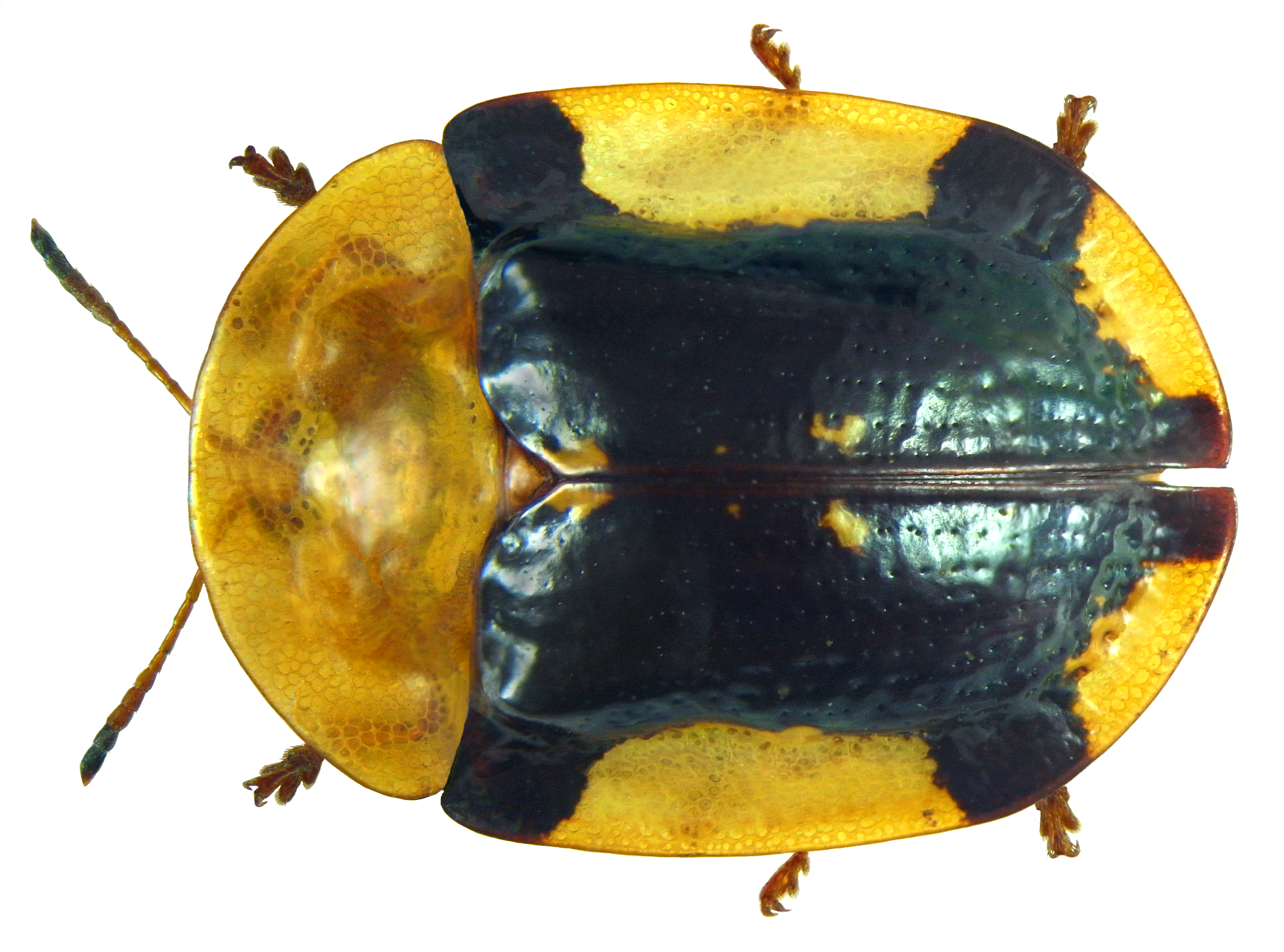
Aspidimorpha quinquefasciata.

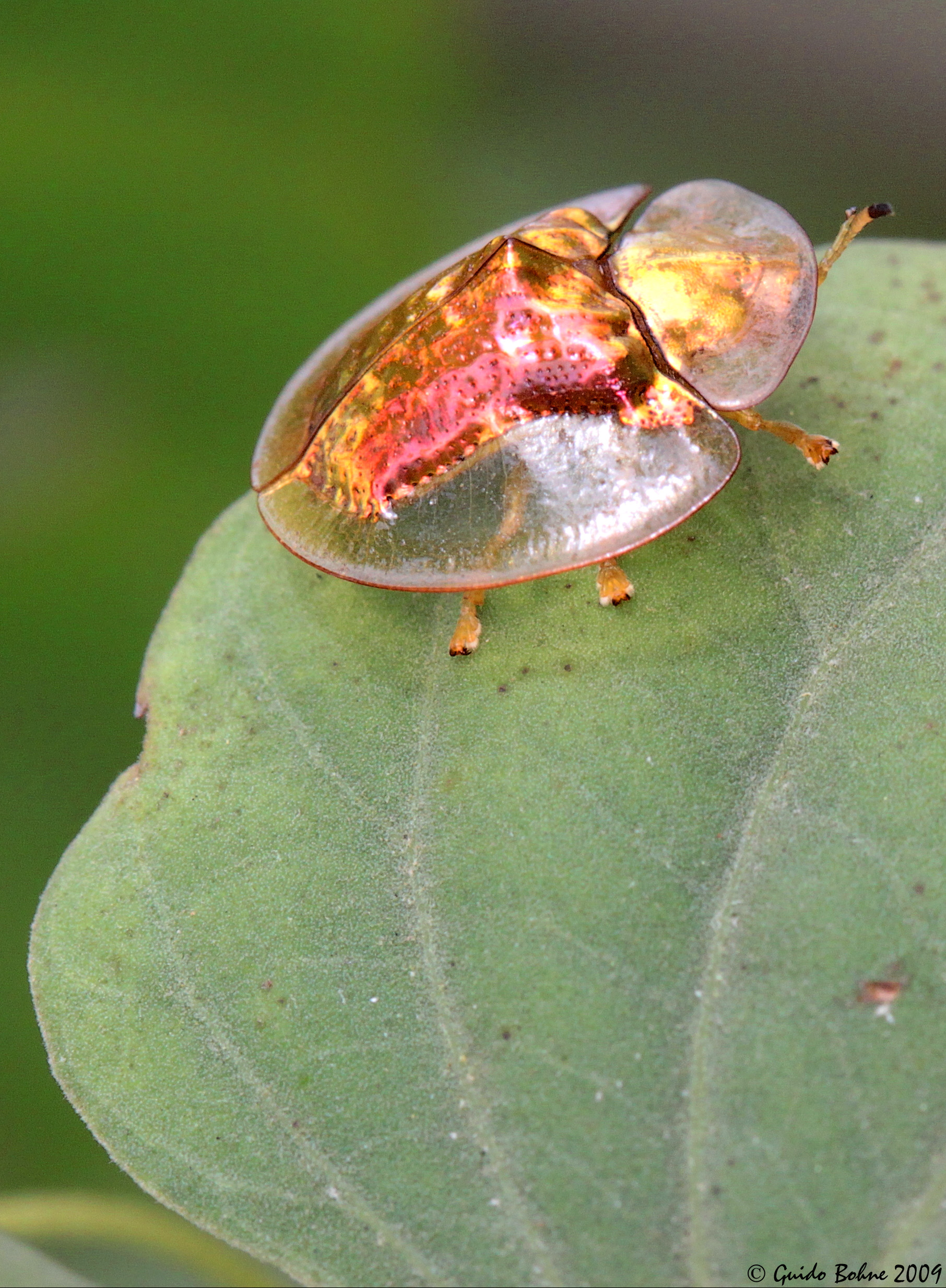
Aspidimorpha sanctaecrucis.

## Especies
- Aspidimorpha andrei Borowiec, 1997
- Aspidimorpha angoramensis Borowiec, 1992
- Aspidimorpha atrodorsata Borowiec, 1997
- Aspidimorpha bataviana Swietojanska, 2001
- Aspidimorpha bertiae Borowiec, 1997
- Aspidimorpha bifoveolata (Chen & Zia, 1984)
- Aspidimorpha chlorina (Boheman, 1854)
- Aspidimorpha chlorotica (Olivier, 1808)
- Aspidimorpha collarti Borowiec, 1997
- Aspidimorpha confinis (Klug, 1835)
- Aspidimorpha corrugata Borowiec, 1997
- Aspidimorpha equatoriensis (Borowiec, 1985)
- Aspidimorpha fampanamboensis Borowiec, 1997
- Aspidimorpha filiola Borowiec, 1997
- Aspidimorpha flaviceps Borowiec, 1997
- Aspidimorpha ganglbaueri (Spaeth, 1898)
- Aspidimorpha gruevi (Borowiec, 1985)
- Aspidimorpha haefligeri (Spaeth, 1906)
- Aspidimorpha heroni Borowiec, 1997
- Aspidimorpha hiekei Borowiec, 1997
- Aspidimorpha incerta Borowiec, 1997
- Aspidimorpha intermedia Swietojanska, 2001
- Aspidimorpha levissima Borowiec, 1997
- Aspidimorpha luzonica Swietojanska, 2001
- Aspidimorpha maffinbayensis Borowiec, 1992
- Aspidimorpha mirabilis Borowiec, 1997
- Aspidimorpha montanella Borowiec, 1997
- Aspidimorpha muehlei Borowiec, 1997
- Aspidimorpha nigromaculata (Herbst, 1799)
- Aspidimorpha obuduensis Borowiec, 1997
- Aspidimorpha prasina (Weise, 1899)
- Aspidimorpha proszynskii (Borowiec, 1985)
- Aspidimorpha pseudoareata Borowiec, 1997
- Aspidimorpha pseudochlorina (Borowiec, 1985)
- Aspidimorpha rubroornata Borowiec, 1997
- Aspidimorpha salazarensis Borowiec, 1997
- Aspidimorpha sankuruensis Borowiec, 1997
- Aspidimorpha sassii Borowiec, 1997
- Aspidimorpha sculpturata Borowiec, 1997
- Aspidimorpha setosa Borowiec, 1997
- Aspidimorpha silfverbergi (Borowiec, 1985)
- Aspidimorpha snizeki Swietojanska, 2001
- Aspidimorpha sulawesica Swietojanska, 2001
- Aspidimorpha tamdaoensis Swietojanska, 2001
- Aspidimorpha tanolaensis Borowiec, 1997
- Aspidimorpha tibetana Swietojanska & Borowiec, 2006
- Aspidimorpha timorensis Swietojanska, 2001
- Aspidimorpha tuberosa Borowiec, 1997
- Aspidimorpha uluguruensis Borowiec, 1997
- Aspidimorpha vietnamica (Medvedev & Eroshkina, 1982)
- Aspidimorpha zambiana Borowiec, 2006

Lista incompleta